# Ефіопська католицька церква
Ефіо́пська католи́цька це́рква (амх. የኢትዮጵያ ካቶሊክ ቤተ ክርስቲያን; лат. Ecclesia Catholica Aethiopica) — східно-католицька митрополія sui iuris церква, яка знаходиться в повному євхаристійному спілкуванні з Латинською церквою, так і з 22 іншими східно-католицькими церквами, утворюючи разом Католицьку церкву. Вона дотримується христологічної доктрини Халкідонського собору, визнає Filioque та приймає загальну юрисдикцію Папи Римського. Ці пункти відрізняють її від Ефіопської православної церкви Тевахедо, орієнтальної православної церкви, до складу якої входить більшість християн країни.
Ефіопська католицька церква дотримується александрійського літургійного обряду, що використовується Ефіопською православною церквою Тевахедо та Коптською церквою. Літургійною мовою є ґеез, семітська мова, яка вийшла з щоденного вжитку кілька століть тому.

## Термінологія
Термін «Ефіопська католицька церква» до січня 2015 року, коли була створена Еритрейська католицька церква, міг застосовуватися до будь-якої церкви або до обох спільно, оскільки їхня літургія відправляється ґеезькою мовою.

## Історія

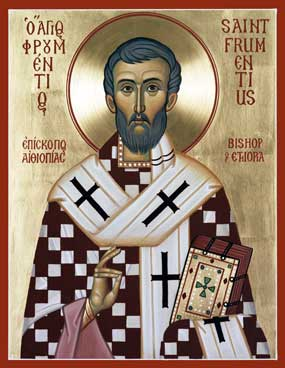
Святий Фрументій, перший єпископ ефіопської церкви

Християнство в Ефіопії з'явилося в часи диякона Філіпа, одного з апостолів з 70, що проповідував на цих землях. Першим єпископом Ефіопії став святий Фрументій, він же розбудував перші церковні структури Ефіопії, підпорядковані Олександрійському патріарху. У V ст. ефіопська церква, як і більша частина Олександрійської церкви прийняла монофізитство, і, після Халкідонського собору 451 року, опинилася у розколі з Римом. Церква дохалкідонської традиції продовжує свій розвиток в Ефіопії і вдома як ефіопська православна церква.
У XIV столітті місіонери Католицької церкви активізували проповідницьку діяльність в країни. В 1439 у папа Євгеній IV звертався до імператора Ефіопії із закликом укласти унію, однак пропозиція була відкинута. Зміцнення військово-політичних зв'язків між Ефіопією і Європою відбулося в XVI столітті, коли християнська Ефіопія насилу стримувала атаки мусульман. Португальська військова допомога допомогла Ефіопії в 1543 році розбити мусульманську армію.
В XVII столітті активізувалися спроби укладення унії, головну роль при цьому відігравали прибули до Ефіопії єзуїти. Спроби увінчалися успіхом в 1622 році, коли імператор Сісіньо уклав з Римом договір, згідно з яким Ефіопська православна церква входила в літургійне спілкування з Римом, стаючи, таким чином, однією з східнокатолицьких церков. Папа Григорій XV призначив для церкви патріарха — португальця Альфонсо Мендеша.
Вибір виявився вкрай невдалим. Мендеш прибув до Ефіопії в 1626 році. Він намагався латинізувати літургію і церковний статут, а імператор насильно вводив нові порядки, невдоволення народу придушувалося силою. Після загибелі Сісіньо в 1632 році його наступник Василь розірвав унію, частину місіонерів стратив і вигнав католиків з країни.
Наступна спроба встановити зв'язки між латинською і ефіопської церквами була зроблена лише в 1839 році, коли в країні почали працювати місії Отців Лазаристів та капуцинів, в 1849 у був організований апостольський вікаріат. Першим апостольським вікарієм Ефіопії став святий Юстин де Якобіс, який зумів частково переломити вороже ставлення місцевого населення до католиків своєю благодійною діяльністю і твердою підтримкою ефіопського обряду. Остаточний дозвіл на вільну діяльність католиків в країні було отримано лише в 1889 році. У цей же період під контроль італійців перейшла Еритрея, де активізувалася католицька місія, в результаті чого число католиків ефіопського обряду зросла.
Після закінчення Другої світової війни Еритрея була приєднана до Ефіопії. В 1961 році були засновані постійні структури Ефіопської католицької церкви. Була створена митрополія в Аддис-Абебі і суфраганні дієцезії в Асмера та Адді-Граті. В 1993 році Еритрея знову стала незалежною. У 1995 році в Еритреї було створено дві нові єпархії — Баренту і Керен, а Латино-Церковний апостольський вікаріат був скасований. Таким чином, Еритрея стала єдиною країною, де всі католики, незалежно від того, яка церква має їх канонічний характер, належать до східно-католицької юрисдикції. У 2003 році була створена ще одна єпархія в Ендібірі в регіоні Південних Націй, Національностей та Народів Ефіопії.
У січні 2015 р. Папа Франциск заснував Еритрейську католицьку церкву як sui iuris східно-католицьку церкву, надавши їй автономію від Ефіопської католицької церкви.
На півдні Ефіопії також є юрисдикції Латинської церкви, жодна з яких не піднята до рангу єпархії. Вісім — апостольські вікаріати, а один — апостольська префектура.

## Єпархії

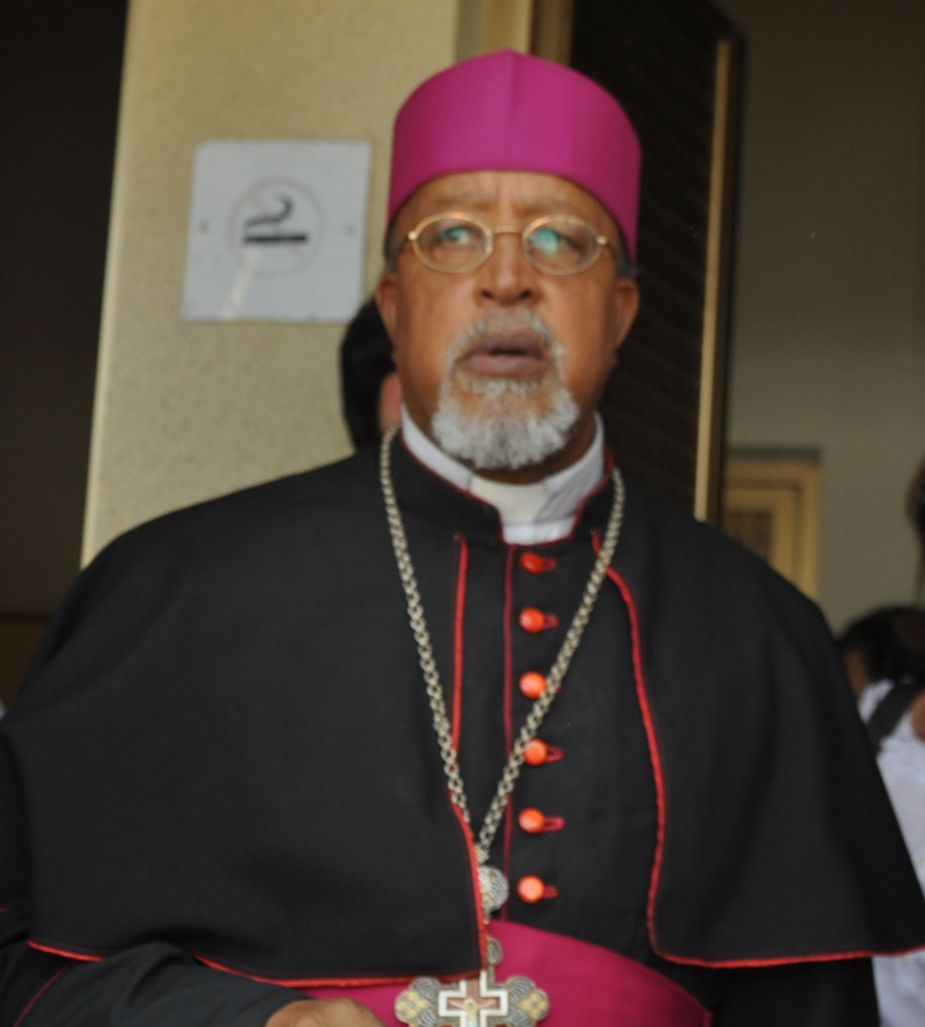
Митрополит Архиєпископ Аддис-Абеба Берханеїс Демерюв Сурафіїл

У країні є чотири єпархії (єпископства):
- Архиєпархія Аддіс-Абеби[en][7]
- Адігратська єпархія[en][8]
- Єпархія Бахір Дар-Дессі[en][9]
- Емедеберська єпархія[en][10]

## Відмінності між католицькою та православною ефіопськими церквами

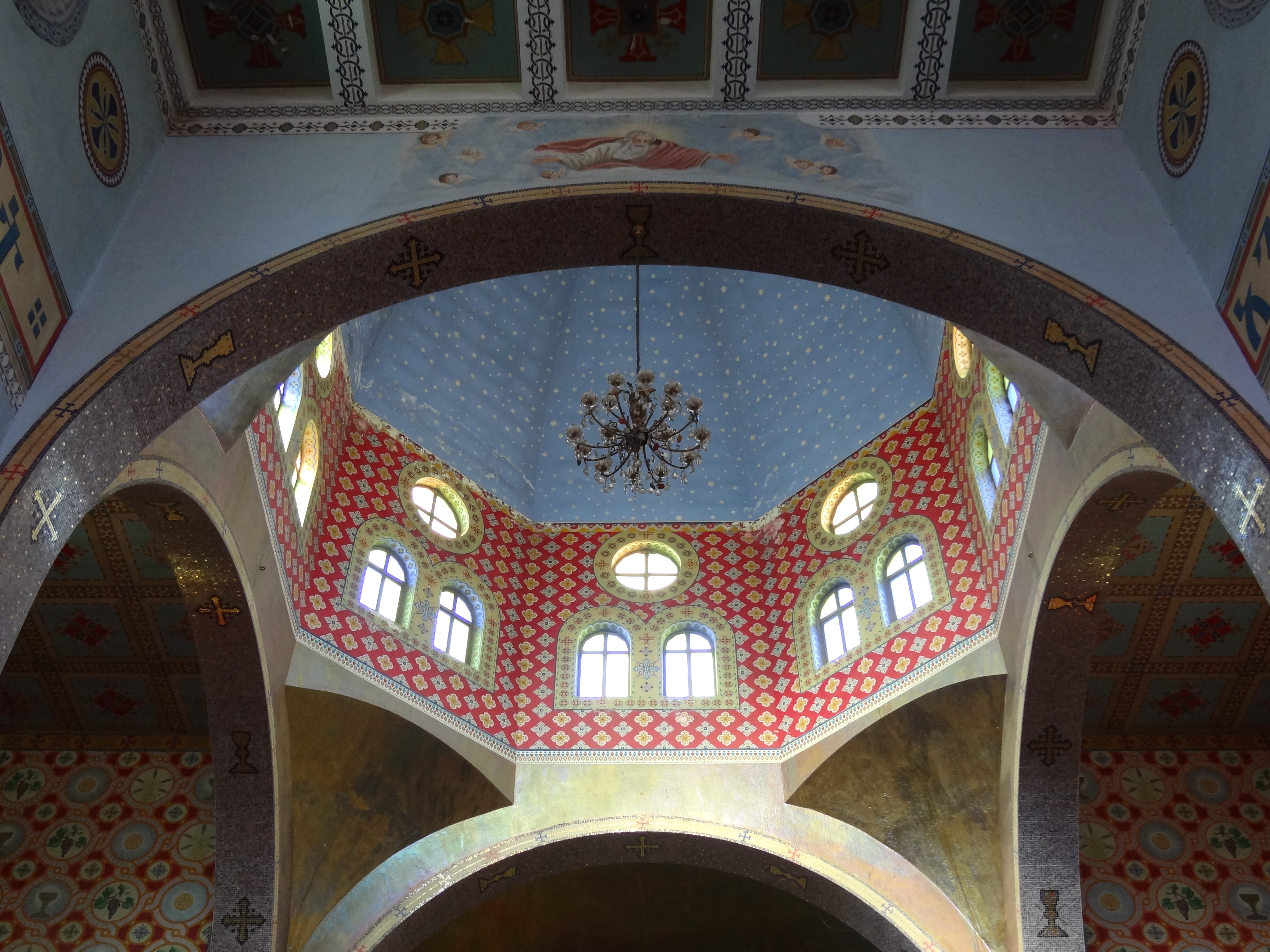
Інтер'єр католицької церкви Медхані Алем в Адіґраті

Доктринальні відмінності між Ефіопською православною церквою Тевехедо та Католицькою ефіопською церквою включають визнання Халкедонського Собору V століття. Крім того, Ефіопська православна церква Тевахедо має ширший канон Писань, ніж католицька церква. Орден дияконату зарезервований для дорослих чоловіків у Католицькій церкві, але хлопчики зазвичай висвячуються в диякони в Ефіопській православній церкві. Ефіопське католицьке духовенство також, як правило, одягається в римську сутану та комір, що відрізняється від ефіопського православного звичаю.